# Silvia Domínguez
Silvia Domínguez Fernández (Montgat, 31 januari 1987) is een Spaans basketbalspeelster die speelt bij Perfumerías Avenida. Ze speelt op de positie van Point-guard.

## Professionele carrière
Domínguez begon haar carrière in 2002 bij UB Barcelona in Spanje. In 2004 stapte ze over naar CB Estudiantes. In 2006 ging ze spelen voor Perfumerías Avenida. Met deze club won ze de EuroLeague Women in 2011. Ze wonnen de finale van Sparta&K Oblast Moskou Vidnoje uit Rusland met 68-59. In 2011 werd Ros Casares Valencia haar club. Ook met deze club won ze de EuroLeague Women in 2012. Ze wonnen de finale van Rivas Ecópolis uit Spanje met 65-52. Na één jaar verhuisde ze naar UMMC Jekaterinenburg in Rusland. Met deze club won ze ook de EuroLeague Women in 2013. Ze wonnen de finale van Fenerbahçe uit Turkije met 82-56. Ze won dus drie keer de EuroLeague Women oprij. Ook won ze met UMMC de FIBA Europe SuperCup Women in 2013. In 2015 keerde ze terug naar Perfumerías Avenida.
Met het nationale basketbal team van Spanje won ze zilver op de Olympische Zomerspelen 2016. Op het Wereldkampioenschap won ze zilver in 2014 en brons in 2018. Op het Europees Kampioenschap won ze goud in 2013, 2017 en 2019. Ze won zilver in 2023 en brons in 2009 en 2015.

## Erelijst
- Landskampioen Spanje: 7
  - Winnaar: 2003, 2011, 2012, 2016, 2017, 2018, 2021
- Copa de la Reina de baloncesto: 4
  - Winnaar: 2017, 2018, 2019, 2020
- Landskampioen Rusland: 3
  - Winnaar: 2013, 2014, 2015
- Bekerwinnaar Rusland: 2
  - Winnaar: 2013, 2014
- EuroLeague Women: 3
  - Winnaar: 2011, 2012, 2013
- FIBA Europe SuperCup Women: 1
  - Winnaar: 2013
- Olympische Spelen:
  - Zilver: 2016
- Wereldkampioenschap:
  - Zilver: 2014
  - Brons: 2018
- Europees Kampioenschap: 3
  - Goud: 2013, 2017, 2019
  - Zilver: 2023
  - Brons: 2009, 2015